# Galería Nacional del Juego de Palma
La Galería Nacional del Juego de Palma, llamada habitualmente Jeu de Paume, es un museo de arte contemporáneo dedicado a la fotografía y a la imagen en todos sus aspectos así como a la creación digital. Se encuentra en la esquina noroeste del jardín de las Tullerías en París, en la plaza de la Concordia.
El edificio se construyó en 1861 durante el reinado de Napoleón II, para albergar pistas de juego de palma, deporte precursor del tenis. Cuando el juego de palma cayó en desuso ante la popularidad creciente del tenis a principios del siglo XX, la sala pasó a ser galería de exposiciones. Tras una remodelación interior, entre 1922 y 1939 fue anexo del museo del Luxemburgo para exponer sus colecciones de arte contemporáneo extranjeras.
Se usó desde 1940 hasta 1944 para almacenar propiedades culturales de los judíos, confiscadas por el régimen nazi en Francia.
En 1947, el museo del Louvre instaló en el Jeu de Paume sus colecciones impresionistas hasta que fueron trasladadas al Museo de Orsay, inaugurado en 1986. Tras una profunda reconstrucción interior, el ministro de la Cultura Jack Lang convirtió en 1991 el edificio en la Galería Nacional del Juego de Palma, un espacio dedicado al arte moderno y contemporáneo. En 2004, el ministerio de Cultura decidió fusionar el Centro Nacional de la Fotografía, el Patrimonio fotográfico et la Galería Nacional del Juego de Palma en un solo establecimiento, un centro de arte para la difusión de la imagen en los siglos XX y XXI, de la fotografía hasta el cine, y de los vídeos hasta la creación artística en línea.